# Bienroder See
Der Bienroder See ist ein Baggersee bei Bienrode, einem Ortsteil im Norden der Stadt Braunschweig, Niedersachsen.

## Lage
Der nierenförmige See liegt nordöstlich des Ortskerns von Bienrode und nördlich der Verbindungsstraße zwischen Bienrode und Waggum. Von dieser Straße zweigen die Claudiusstraße und die Straße Im Großen Moore ab, die den südlichen Teil des Sees erschließen. An der Claudiusstraße liegt eine Mittelpunktschule am steilen Ostufer des Sees, während an das Westufer ein Gewerbegebiet heranreicht. Ansonsten führen Feldwege zu dem nördlichen, flächenmäßig größeren Teil des Sees, an den sich Waldgebiete und die Niederungen des Beberbachs anschließen.

## Nutzung als Badesee und Angelgewässer
Der See gilt im Sommer als ein beliebter Badesee, der vor allem durch seine ruhige, naturbelassene Lage besticht. Der südliche Teil des Sees bietet einen Sandstrand und eine große Liegewiese. Das Baden am See ist offiziell nicht zugelassen, was jedoch weitgehend ignoriert wird. Mehrmals wurde vergeblich versucht, für bestimmte Gebiete ausgesprochene Badeverbote durchzusetzen. Die Badegewässerqualität im See wird nicht im Rahmen der EU-Badegewässerrichtlinie überwacht. Der See befindet sich teils im Eigentum der Stadt Braunschweig (mittlerer und südlicher Teil), der gesamte nördliche Teil befindet sich im Eigentum des Klubs Braunschweiger Fischer e. V.
Überlegungen, den See offiziell zu einem Naherholungsgebiet zu machen, gab es bereits 1997, diese verliefen jedoch im Sande. 2014, nachdem von der Stadt öffentliche Toiletten aufgestellt worden waren und eine geregelte Abfallentsorgung eingerichtet worden war, wurde im Stadtbezirksrat Wabe-Schunter-Beberbach von den Fraktionen von SPD, Grünen und BIBS im Rahmen einer Anfrage an die Verwaltung eine ähnliche Überlegung angestellt.
Die Fischereirechte am See werden gemeinsam vom Angelsportverein Braunschweig von 1922 und vom Klub Braunschweiger Fischer e.V. wahrgenommen. Der Klub Braunschweiger Fischer führt einen Fischbestand an Weißfisch, Barsch, Aal, Karpfen, Schleie, Wels, Zander und Hecht auf und gibt eine Seetiefe von 18 Metern an.